# Caragobius rubristriatus
Caragobius rubristriatus és una espècie de peix de la família dels gòbids i de l'ordre dels perciformes.

## Hàbitat
És un peix de clima tropical i bentopelàgic.

## Distribució geogràfica
Es troba al Pacífic occidental: Austràlia.

## Observacions
És inofensiu per als humans.